# Saint-Éloy-les-Mines
Saint-Éloy-les-Mines là một xã ở tỉnh Puy-de-Dôme trong vùng Auvergne-Rhône-Alpes miền trung nước Pháp.

## Địa hình
Sông Bouble chảy theo hướng Bắc Đông Bắc qua thị trấn.